# World Grand Prix 1995
Il III World Grand Prix di pallavolo femminile si è svolto dal 18 agosto al 17 settembre 1995. Dopo la fase a gironi che si è giocata dal 18 agosto al 10 settembre, la fase finale, a cui si sono qualificate le prime tre squadre nazionali classificate nella fase a gironi, più la Cina, paese ospitante, si è svolta dal 15 al 17 settembre a Shanghai, in Cina. La vittoria finale è andata per la prima volta agli Stati Uniti.

## Squadre partecipanti

### Asia
- Cina
- Corea del Sud
- Giappone

### Europa
- Germania
- Russia

### America
- Brasile
- Cuba
- Stati Uniti

## Fase a gironi

### Primo week-end
| Girone A                                      | Girone B                                                   |
| --------------------------------------------- | ---------------------------------------------------------- |
| Sede: Honolulu Cina Cuba Giappone Stati Uniti | Sede: Belo Horizonte Brasile Corea del Sud Germania Russia |

### Secondo week-end
| Girone C                                           | Girone D                                      |
| -------------------------------------------------- | --------------------------------------------- |
| Sede: Taipei Brasile Germania Giappone Stati Uniti | Sede: Giacarta Cina Corea del Sud Cuba Russia |

### Terzo week-end
| Girone E                                              | Girone F                               |
| ----------------------------------------------------- | -------------------------------------- |
| Sede: Tokyo Corea del Sud Giappone Russia Stati Uniti | Sede: Macao Brasile Cuba Cina Germania |

### Quarto week-end
| Girone G                                     | Girone H                                              |
| -------------------------------------------- | ----------------------------------------------------- |
| Sede: Hamamatsu Brasile Cuba Giappone Russia | Sede: Pechino Cina Corea del Sud Germania Stati Uniti |

## Classifica finale
| Classifica | Squadre       |
| ---------- | ------------- |
|            | Stati Uniti   |
|            | Brasile       |
|            | Cuba          |
| 4          | Cina          |
| 5          | Corea del Sud |
| 6          | Russia        |
| 7          | Giappone      |
| 8          | Germania      |